# Andrzej Tomaszewski (architekt)
Andrzej Tomaszewski (ur. 26 stycznia 1934 w Warszawie, zm. 25 października 2010 w Berlinie) – polski architekt, urbanista, profesor dr hab. inż. arch., historyk architektury, mediewista, specjalista w dziedzinie ochrony zabytków. W latach 1995–1999 Generalny Konserwator Zabytków.

## Życiorys

### Edukacja
Absolwent Wydziału Historycznego Uniwersytetu Warszawskiego (1959) i Wydziału Architektury Politechniki Warszawskiej (1962). W 1976 r. uzyskał tytuł naukowy profesora nauk technicznych.

### Kariera zawodowa
W latach 1973–1981 oraz 1987–1988 dyrektor Instytutu Historii Architektury i Sztuki Wydziału Architektury Politechniki Warszawskiej a od 1988 roku kierownik Zakładu Konserwacji Zabytków Wydziału Architektury Politechniki Warszawskiej.
Profesor w Wissenschaftskolleg zu Berlin (1982–1985), profesor na Uniwersytecie Jana Gutenberga w Moguncji (1986–1987). W latach 1988–1992 był dyrektorem generalnym ICCROM – Międzynarodowego Centrum Badań nad Ochroną i Konserwacją Dziedzictwa Kulturowego w Rzymie.
W latach 1984–1993 był prezesem Międzynarodowego Komitetu Kształcenia Konserwatorów Międzynarodowej Rady Ochrony Zabytków ICOMOS, później Prezesem Honorowym ICOMOS.
W latach 1995–1999 zajmował stanowisko Generalnego Konserwatora Zabytków RP, kierując Państwową Służbą Ochrony Zabytków. Od 2003 do 2009 był prezesem Polskiego Komitetu Narodowego ICOMOS.
Od roku 2009 wiceprezes PKN ICOMOS i prezes Międzynarodowej Rady Muzeów ICOM. Przewodniczący Rady Ochrony Zabytków przy Prezydencie m.st. Warszawy.
Delegat Polski w Komitecie Światowego Dziedzictwa UNESCO. Delegat Polski w Komitecie Dziedzictwa Kultury Rady Europy. Był członkiem rady Międzynarodowego Centrum Kultury w Krakowie, członkiem rady naukowo-programowej Denkmal – Europejskich Targów Konserwacji i Restauracji Zabytków oraz Renowacji Starych Budowli w Lipsku, Komisji Konserwatorskiej Muzeum Pałacu w Wilanowie.
Był prezesem Niemiecko-Polskiej Fundacji Ochrony Zabytków Kultury. Był też członkiem Niemieckiej Akademii Urbanistyki i Planowania Przestrzennego oraz członkiem rzeczywistym Polskiej Akademii Nauk.
Pochowany został na starym cmentarzu na Służewie przy ul. Fosa w Warszawie.

## Dorobek
Jego głównym obszarem zainteresowań naukowych była mediewistyka. Badacz historii architektury i sztuki średniowiecznej. Historyk kultury, teorii i historii ochrony dóbr kultury. Brał czynny udział w badaniach archeologicznych (Wiślica, Strzelno, Jędrzejów, Wąchock, Opatów, Sandomierz)) i licznych nieoczekiwanych odkryciach (rytowana płyta w Wiślicy).
Był autorem nowatorskich projektów konserwatorskich takich obiektów jak: kolegiata i Dom Długosza w Wiślicy, kolegiata w Opatowie, kościół w Prandocinie, rzymska willa i kościoły romańskie w Taliándörögd (Węgry), katedra św. Lamberta w Liège (Belgia), zamki Nicastro i Amendolea Vecchia (Włochy), średniowieczna wieś Condorcet (Francja).
Za wkład w ochronę zabytków Calabrii otrzymał tytuł Honorowego Obywatela miasta Bova.
Przez lata był zaangażowany we współpracę polsko-niemiecką (członek Niemieckiej Akademii Urbanistyki i Planowania Przestrzennego) w dziedzinie ochrony i konserwacji zabytków.
Jako Generalny Konserwator Zabytków stworzył system ogólnospołecznej odpowiedzialności za ochronę materialnych nośników pamięci narodowej oraz doprowadził do wpisu na listę światowego dziedzictwa kultury UNESCO m.in. Kościoła Pokoju w Świdnicy i w Jaworze za co został uhonorowany tytułem Honorowego Obywatela Miasta Jawora.
Autor ponad 300 publikacji z dziedziny ochrony i konserwacji zabytków wydanych w Polsce i poza granicami.

## Nagrody i odznaczenia
- Krzyż Kawalerski Orderu Odrodzenia Polski,
- Krzyż Zasługi I Klasy Orderu Zasługi Republiki Federalnej Niemiec
- Nagrodą im. Brata Alberta
- 2003 – Nagroda Kulturalna im Georga Dehio[2]
- 2009- Nagroda im. Profesora Aleksandra Gieysztora przyznawana przez Fundację Kronenberga przy Citi Handlowy[3]
- Honorowy Obywatel Miasta Jawora
- Honorowy Obywatel Miasta Bova (Włochy)